# Franc Brežnik
Franc Brežnik, slovenski klasični filolog in prevajalec, * 3. december 1849, Šmartno v Rožni dolini, † 15. julij 1929, Novo mesto.

## Življenje in delo
Po končanem študiju v Gradcu je kot gimnazijski profesor poučeval v Novem mestu in Ljubljani ter bil nazadnje ravnatelj gimnazije v Novem mestu. Objavil je več prevodov antičnih avtorjev. 

## Izbrana bibliografija
- Marka Fabija Kvintilijana govorniški pouk (COBISS)